# Die anonymen Romantiker
Die anonymen Romantiker (Originaltitel: Les Émotifs anonymes) ist ein französisch-belgischer Spielfilm aus dem Jahr 2011. Die Hauptrollen in der Liebeskomödie von Regisseur Jean-Pierre Améris spielen Benoît Poelvoorde und Isabelle Carré.

## Handlung
Jean-René ist ein kontaktscheuer Unternehmer, der als Chocolatier tätig ist. Die Firma, die er leitet, steht unmittelbar vor der Insolvenz, da er einerseits nicht in der Lage ist, seine Produkte erfolgreich zu vertreiben, und anderseits die althergebrachten Rezepte nicht mehr den Geschmack der Zeit treffen. Angélique, im Umgang mit Menschen genauso ängstlich wie Jean-René, bewirbt sich bei dem beinahe bankrotten Schokoladenbetrieb. Sie möchte eine Stelle in der Produktion bekommen, wird aber durch ein Missverständnis im Vertrieb eingestellt, was sich aufgrund ihrer Schüchternheit als Fehlbesetzung herausstellt. Schon beim Bewerbungsgespräch hatten sich Angélique und Jean-René ineinander verliebt, ohne dies allerdings zugeben zu können. Nach und nach kommen sie sich näher, was bei einem Abendessen darin gipfelt, dass Jean-René im Minutentakt die Toilette aufsucht, um das durchgeschwitzte Hemd zu wechseln.
Angélique hat eine Reihe von äußerst schmackhaften Schokoladenrezepturen, ist aber aufgrund ihrer Schüchternheit nicht in der Lage, ihr Talent zu offenbaren, weswegen sie die Legende eines Eremiten erfindet, zu dem sie Kontakt habe und der sie anleite. Die neuen Produkte finden reißenden Absatz und retten das Unternehmen vor der Insolvenz. Im Zusammenhang mit einer Schokoladenmesse kommt es zu einer Liebesnacht zwischen Angélique und Jean-René. Als sie jedoch von Hochzeit spricht, gerät er in Panik und verschwindet, worauf sie seinen Betrieb zu verlassen droht und damit dem Unternehmen das Genick brechen würde. Die anderen Mitarbeiter des Unternehmens zwingen Jean-René, mit ihr zu sprechen, da sie wissen, dass das Unternehmen ohne Angélique keine Zukunft hat. Nachdem Jean-René sich vor einer Selbsthilfegruppe für hypersensible Menschen endlich traut, seine Liebe zu gestehen, weist Angélique ihn zunächst von sich, da eine Beziehung der beiden zu kompliziert sei, wird aber schließlich von den anderen Teilnehmern überzeugt und die beiden werden zur Freude aller endgültig ein Paar. Am Hochzeitstag sind beide so verunsichert, dass sie gemeinsam die Kirche verlassen und ausbrechen.

## Hintergrund
Regisseur Améris bezeichnet sich selbst, ebenso wie seine Protagonisten Jean-René und Angelique, als hochsensibel.

## Kritiken
Das Lexikon des internationalen Films bezeichnete den Film als „liebenswert-turbulente Liebesgeschichte mit anrührend gezeichneten Hauptfiguren im Stil klassischer Screwball-Comedies“. Die Online-Ausgabe des Focus lobte, Améris schaffe „französisches Schokoladen-Kino in Bestform“, und hob den Humor des Films und die „auch in der deutschen Übersetzung herrlichen Dialoge“ hervor. Der film-dienst beurteilte Die anonymen Romantiker als „wunderschöne romantische Komödie“, die „wie etliche Liebesromanzen der US-amerikanischen Screwball Comedy […] aus einer Serie charmanter Missverständnisse“ bestehe.